# Forever Young - Les Amandiers
Forever Young - Les Amandiers (Les Amandiers) è un film del 2022 diretto da Valeria Bruni Tedeschi.

## Trama
Negli anni ottanta, un gruppo di giovani aspiranti attori si forma come artisti e come persone presso l'École des Amandiers a Nanterre, la scuola di recitazione e laboratorio teatrale diretta da Patrice Chéreau.

## Produzione
Il film è autobiografico, essendosi Valeria Bruni Tedeschi ispirata ai propri anni da studentessa di Chéreau.

## Distribuzione
Il film è stato presentato in anteprima il 22 maggio 2022 in concorso al 75º Festival di Cannes e verrà distribuito nelle sale italiane il 1º dicembre dello stesso anno.

## Riconoscimenti
- 2022 - Festival di Cannes[1]
  - In concorso per la Palma d'oro
- 2023 - Premio César
  - Migliore promessa femminile a Nadia Tereszkiewicz
  - Candidatura miglior film
  - Candidatura migliore attore non protagonista a Micha Lescot
  - Candidatura migliore sceneggiatura originale a Valeria Bruni Tedeschi, Agnès de Sacy e Noémie Lvovsky
  - Candidatura migliore fotografia a Julien Poupard
  - Candidatura migliore scenografia a Emmanuelle Duplay
  - Candidatura migliori costumi a Caroline de Vivaise
- 2023 - Premio Lumière
  - Rivelazione femminile a Nadia Tereszkiewicz
  - Candidatura miglior regista a Valeria Bruni Tedeschi